# Pyrgá
Pyrgá (en grec moderne : Πυργά; en turc : Çamlıbel) est un village du district de Larnaca de Chypre, situé à 4 km à l'est de Kornos.

## Localisation
Le village est à 4 km à l'est de Kornos, 23 km à l'ouest de Larnaca, 30 km au sud de Nicosie. Situé à l'écart des grands axes reliant notamment Limassol à Nicosie ou Larnaca à Limassol, il appartient au district de Larnaca. Il est dans une région vallonnée, dans la vallée d'un affluent du Tremihos.
La localité est située 300 mètres au-dessus du niveau de la mer.

## Lieux et bâtiments
Ce village abrite un bâtiment médiéval appelé chapelle royale de Pyrgá, ou chapelle Ayia Aikaterini (Sainte Catherine) en bordure du village, dans la partie Est du bourg. Cette ancienne chapelle n'est plus utilisée depuis longtemps comme édifice religieux mais est située à côté de l'église paroissiale construite, elle, en 1992 (nouvelle église Ayia Marina ou Sainte-Marie). Cette chapelle est un des rares exemples de monument construit à l'époque des Lusignan.
Le village possède également, en plus de la chapelle royale et de la nouvelle église, une autre église coiffée d'une coupole, située également en bordure du village mais plus au sud, également appelée Ayia Marina.

## Climat
Le climat est méditerranéen. La température moyenne est de 22 °C. Le mois le plus chaud est juillet, avec une température moyenne qui s'élève à 34 °C, et le mois le plus froid est janvier, avec 11 °C en moyenne. Le mois le plus pluvieux est décembre, avec 112 millimètres de pluie, et le mois le plus sec est août, avec 1 millimètre de pluie, en moyenne,,.